# Mario Kummer
Mario Kummer, (Suhl, 6 de mayo de 1962) fue un ciclista y director deportivo alemán.

## Biografía
En 1977, Mario Kummer se convirtió en campeón del mundo de persecución por equipos en categoría junior. En 1981, se convierte en campeón del mundo en contrarreloj por equipos con Falk Boden, Bernd Drogan y Olaf Ludwig. Revalidó su título en 1989 con Falk Boden, Maik Landsmann y Jan Schur. Entremedias, en los Juegos Oímpicos en Seúl, ganó la medalla de oro en esta misma disciplina con Uwe Ampler, Maik Landsmann y Jan Schur.
Pasó a profesional en 1990 y se retiró en 1997. Ha participado en cinco Tour de Francia. En la edición de 1996, formó parte del equipo Deutsche Telekom del vencedor Bjarne Riis aunque se retiró en la segunda etapa. 
En 2000, Mario Kummer se convirtió en director deportivo del equipo Telekom hasta el 2006. Salpicado por el escándalo de dopaje en el que estaba implicado el exlíder del T-Mobile Jan Ullrich, fue despedido en octubre de 2006. El equipo Team Astana contrató sus servicios a partir del 1 de enero de 2007.

## Palmarés
| 1981 (como amateur) - Campeonato del mundo en contrarreloj por equipos - Tour de la Hainleite 1982 (como amateur) - 3 etapas del Tour de RDA 1983 (como amateur) - 2 etapas del Trofeo Joaquim Agostinho - 1 etapa de la Vuelta a Eslovaquia 1984 (como amateur) - Tour de Hainaut Occidental, más 1 etapa - Tour de Normandía 1985 (como amateur) - 1 etapa del Tour de Hainaut Occidental - 1 etapa del Tour de RDA 1986 (como amateur) - 1 etapa del Tour de RDA - 3.º en el Campeonato del mundo contrarreloj por equipos - Tour de la Hainleite | 1987 (como amateur) - Vuelta a Renania-Palatinado - Tour de Hainaut Occidental, más 1 etapa 1988 (como amateur) - Medalla de oro en los Juegos Olímpicos en la prueba de 100 km contrarreloj por equipos 1989 (como amateur) - Campeonato del mundo en contrarreloj por equipos - Gran Premio Waregem 1991 - 1 etapa del Giro di Puglia - 3.º en el Campeonato de Alemania en Ruta 1996 - Tour de la Hainleite |

## Resultados en las Grandes Vueltas y Campeonatos del Mundo
| Carrera         | 1990 | 1991  | 1992 | 1993  | 1994 | 1995  | 1996 | 1997 |
| --------------- | ---- | ----- | ---- | ----- | ---- | ----- | ---- | ---- |
| Giro de Italia  | -    | 77.º  | -    | 67.º  | -    | 105.º | -    | -    |
| Tour de Francia | 88.º | -     | 78.º | 111.º | 97.º | -     | Ab.  | -    |
| Vuelta a España | 92.º | 103.º | -    | -     | -    | 107.º | 84.º | -    |
| Mundial en Ruta | 25º  | 54.º  | -    | -     | -    | -     | -    | -    |